# Kukiel wielki
Kukiel wielki (Eudynamys scolopaceus) – gatunek średniej wielkości ptaka z rodziny kukułkowatych (Cuculidae), podrodziny kukułek (Cuculinae). Występuje w południowej i południowo-wschodniej Azji. Nie jest zagrożony wyginięciem.

## Taksonomia
Po raz pierwszy zgodnie z zasadami nazewnictwa binominalnego gatunek opisał Karol Linneusz w 1758 w 10. wydaniu Systema Naturae. Nowemu gatunkowi nadał nazwę Cuculus scolopaceus, a jako miejsce typowe wskazał Bengal. Obecnie (2025) Międzynarodowy Komitet Ornitologiczny (IOC) umieszcza kukiela wielkiego w rodzaju Eudynamys. Wyróżnia 5 podgatunków. Dawniej łączono kukiela wielkiego, kukiela pacyficznego (E. orientalis) i kukiela czarnodziobego (E. melanorhynchus) w jeden gatunek. Autorzy Handbook of the Birds of the World uznają dwa dodatkowe, w stosunku do IOC, podgatunki: E. s. frater (włączany przez innych autorów do E. s. mindanensis) i E. s. simalurensis (włączany przez innych autorów do E. s. malayanus). Z kolei Clements checklist of Birds of the World (2024) oprócz 5 podgatunków wymienionych przez IOC wymienia szósty: E. s. corvinus (północne Moluki).

## Podgatunki i zasięg występowania
IOC wyróżnia następujące podgatunki:
- E. s. scolopaceus (Linnaeus, 1758) – Nepal, Pakistan, Indie, Sri Lanka, Lakszadiwy i Malediwy
- E. s. chinensis Cabanis & Heine, 1863 – południowe Chiny, Indochiny
- E. s. harterti Ingram, C, 1912 – Hajnan
- E. s. malayanus Cabanis & Heine, 1863 – północno-wschodnie Indie i Bangladesz po Sumatrę, Jawę, Bali, Borneo oraz zachodnie i środkowe Małe Wyspy Sundajskie
- E. s. mindanensis (Linnaeus, 1766) – Filipiny (w tym Palawan), Wyspy Sangihe, Wyspy Talaud i północne Moluki.

## Morfologia
Długość ciała wynosi 39–46 cm; masa ciała 136–190 g, 202–242 g (podgatunek malayanus). Występuje dymorfizm płciowy w upierzeniu. Dalszy opis dotyczy podgatunku nominatywnego. Samiec jest całkowicie czarny, pióra opalizują niebiesko-zielono, pod niektórymi kątami fioletowawo. Ogon długi i zaokrąglony. U samicy ciemię jest brązowe z białymi i rdzawymi paskami, zaś pozostała część wierzchu ciała brązowoczarna z białymi kropkami. Skrzydła pokrywają białe paski i kropki. Obszar od brody do górnej części piersi brązowoczarny, nakrapiany biało lub płowo. Pozostała część spodu ciała ma barwę białą po płowobiałą, pokrywają ją brązowoczarne pasy. Sterówki czarnobrązowe, paskowane biało lub jasnordzawo.

## Ekologia i zachowanie
Środowiskiem życia kukieli wielkich w Indiach są świetliste lasy, zagajniki w okolicach wiosek, sady, ogrody, parki i miasta. Na Sumatrze zamieszkują namorzyny, nadbrzeżne bagniste lasy, małe koralowe wyspy, uprawy i ogrody na nizinach. Na Filipinach zasiedlają nizinne i górskie lasy, lasy wtórne, plantacje palm kokosowych, zadrzewione uprawy i wsie. W Himalajach odnotowywane do 1800 m n.p.m., na Półwyspie Indyjskim do 1000 m n.p.m. Prowadzą nadrzewny tryb życia. Zwykle podczas żerowania nie odzywają się. Przeważnie kryją się wśród listowia, jednak rano zdarza się, że siedzą na szczytach drzew, zażywając kąpieli słonecznych. Żywią się owocami i jagodami.

### Lęgi
Okres lęgowy w Indiach i Pakistanie trwa od marca do sierpnia (głównie jednak w maju i czerwcu), w Sri Lance od kwietnia do sierpnia, w Malezji od lutego do kwietnia. Kukiele wielkie są pasożytami lęgowymi. Podrzucają jaja na przykład wronom orientalnym (Corvus splendens); w przypadku tego gatunku inkubacja trwa 13–17 dni.

## Status
IUCN uznaje kukiela wielkiego za gatunek najmniejszej troski (LC, Least Concern) nieprzerwanie od 1988 (stan w 2025). Liczebność światowej populacji nie została oszacowana, ale ptak ten opisywany jest jako pospolity w większości zasięgu występowania; mniej pospolity jest na Wielkich Wyspach Sundajskich. BirdLife International uznaje trend liczebności populacji za prawdopodobnie stabilny ze względu na brak istotnych zagrożeń i dowodów na spadki liczebności.